# 2006년 4월
| 2006년: 1월 · 2월 · 3월 · 4월 · 5월 · 6월 · 7월 · 8월 · 9월 · 10월 · 11월 · 12월 |

| <          | 2006년 4월 | 2006년 4월 | 2006년 4월 | 2006년 4월 | 2006년 4월  | >          |
| 일         | 월         | 화         | 수         | 목         | 금          | 토         |
|            |            |            |            |            |             | 1 3.4 경신 |
| 2 5 신유   | 3 6 임술   | 4 7 계해   | 5 8 갑자   | 6 9 을축   | 7 10 병인   | 8 11 정묘  |
| 9 12 무진  | 10 13 기사 | 11 14 경오 | 12 15 신미 | 13 16 임신 | 14 17 계유  | 15 18 갑술 |
| 16 19 을해 | 17 20 병자 | 18 21 정축 | 19 22 무인 | 20 23 기묘 | 21 24 경진  | 22 25 신사 |
| 23 26 임오 | 24 27 계미 | 25 28 갑신 | 26 29 을유 | 27 30 병술 | 28 4.1 정해 | 29 2 무자  |
| 30 3 기축  |            |            |            |            |             |            |

| - 4월 11일 - 신상옥 편집하기 |

## 2006년4월 29일
- 28일 밤 북한산 국립공원에서 불이 나 산림 7천여 평을 태우고 4시간 반 만에 꺼졌다.
- 제주상공회의소는 대한항공이 5월부터 2만 8천여 석을 추가 투입하기로 결정하였으며, 이어 아시아나항공도 제주-김포노선과 제주-인천구간에 특별기를 대폭 투입, 5월 중 1만 4천 석을 증가시킬 계획이라고 밝혔다.
- 마이크로소프트가 2006년 7월부터 윈도우 98에 대한 기술 지원을 중단한다고 선언했다.

## 2006년4월 26일
- 이란이 핵 실험을 재개함으로써 국제 유가가 급등하였다.
- UN은 시리아, 이란, 조선민주주의인민공화국에 대한 강경 정책을 논의 중이다.
- 서울 서북부 지역에서 여성 19명 연쇄성폭행 및 강절도 행각을 벌인 일명 마포 발바리 김재철(31세)을 검거하였다.

## 2006년4월 25일
- 노무현 대통령은 한일관계에 대한 특별담화문을 통해 "독도는 우리 땅"이라며, 독도 영유권 문제와 관련하여 그동안 일본에 대한 대응방침을 전면 재검토하고 독도문제를 일본의 역사교과서 왜곡, 야스쿠니 신사 참배 문제와 더불어 한일 양국의 과거사 청산과 역사인식, 자주독립의 역사와 주권수호 차원에서 정면으로 다뤄 나가겠다"고 밝혔다.
- 민주당의 한화갑 대표가 조재환 사무총장의 4억 원 수수 사건에 대해 공식 사과했다.
- 한나라당 서울시장 후보를 선출하는 경선대회에서 오세훈 전 의원이 맹형규, 홍준표 후보를 누르고 선출됐다.
- 피임기구 사용을 인정하지 않아 오던 로마 교황청이 오랜 금기를 깨고 에이즈 예방을 위해 제한적으로 콘돔 사용을 허용할 것이라고 BBC 인터넷판이 보도했다.
- 네팔 갸넨드라 국왕의 의회민주주의 복원 선언에 대해 7개 정당으로 구성된 네팔 야당연합은 19일간 계속된 총파업을 공식적으로 종료한다고 결정하였으나 함께 시위를 이끌어온 마오이스트 반군은 "국왕 제안 거부"를 선언, 또 다른 분열을 예고했다.

## 2006년4월 24일
- 평양에서 열린 제18차 남북장관급회담에서 남과 북은 국군포로 및 납북자 문제를 실질적으로 해결하기 위해 협력하기로 합의하고 8개항 공동보도문 발표했다.
- 네팔 갸넨드라 국왕은 대국민 TV 연설에서 "2002년 5월 해산된 후, 공백 상태인 의회를 복원하겠다"며 "다당제 민주주의에 기반을 둔 평화를 기대한다"고 밝혔다.
- 서울 신길동에서 서남부 연쇄살인 사건의 유력 용의자 정남규가 검거되었다.

## 2006년4월 23일
- 현대자동차 비리 의혹을 수사중인 대검찰청 중수부는 24일 소환되는 정몽구 현대자동차그룹 회장을 구속 수사하는 방안을 유력하게 검토하고 있는 것으로 알려졌다.
- 독도 사태가 일본의 해양 조사 중단과 한국어 해저지명 상정 유예란 타협으로 마무리되자 일본 네티즌들이 "일본의 굴욕적 패배"라며 일본 외무성에 대한 비난을 쏟아내고 있다.
- 과학기술부와 한국항공우주연구원은 23일 낮 12시 현재 한국인 우주인 지원자 신청자수가 5천 35명으로 공식 집계됐다고 밝혔다.
- 헝가리 총선에서 1ㆍ2차 투표 합산 결과, 집권 연립여당인 사회당(MSZP)-자유민주연맹(SZDSZ) 연합이 전체 386개 의석 가운데 210석을 차지하여 164석에 그 친 제1야당 피데스(FIDESZㆍ청년민주연맹)를 누르고 압승을 거둔 것으로 나타났다.

## 2006년4월 22일
- 일본의 독도 근해 수로 측량 문제를 해결하기 위해 열린 한일 양국 차관 회담에서, 일본은 측량 계획을 철회하고 대한민국은 독도 부근 해저지형에 대한 지명 등재를 연기하며 양국은 빠른 시일내에 배타적 경제 수역(EEZ) 협상을 재개한다고 최종 합의하였다.
- 평양에서 열린 제18차 남북장관급회담에서 이종석 대한민국 통일부 장관은 함경남도 단천을 민족공동자원개발 특구로 지정할 것과 한강 하구를 공동 이용할 것 등을 북측에 제안했다.

## 2006년4월 21일
- 네팔의 갸넨드라 국왕은 행정권력을 국민에게 이양함으로써 절대군주제를 포기하고 입헌군주제를 실시하겠다고 발표하였다. 또 7개 정당 연합체에게 조속한 시일 내에 신임 총리를 추천해 줄 것을 요청했다.
- 한국농촌공사 새만금사업단이 가력도 개방구간(1.6km)을 성공적으로 연결함으로써 세계에서 가장 긴 33km의 새만금 방조제가 공사 시작 15년 만에 최종 연결됐다.

## 2006년4월 20일
- 네팔의 7개 정당이 "저항의 날"로 선포하고 10만여 명의 시민이 "국왕 타도"와 "왕정 철폐"를 외치며 시위를 벌였다.

## 2006년4월 19일
- 대한민국 국회에서 한명숙 국무총리 임명동의안을 표결에 부쳐 찬성 다수로 가결되었다. 이로써 대한민국 정부수립 이후 58년 만에 최초의 여성총리가 탄생했다.

## 2006년4월 18일
- 대한민국 정부는 일본국 정부의 동해내 한국측 배타적 경제 수역(EEZ) 수로측량 계획에 맞서 동해의 EEZ 기점을 울릉도에서 독도로 변경하는 방안을 고려중인 것으로 알려졌다.
- 5년 만에 최악의 황사가 덮친 베이징 지역이 앞으로도 2∼3일 더 영향권에 들 것이라는 예보가 나오면서 중국 당국이 인공강우를 계획중인 것으로 알려졌다.

## 2006년4월 14일
- 일본이 대한민국의 배타적 경제 수역(EEZ) 안쪽이 포함되는 동해 해역에서 수로 탐사를 하겠다고 국제 수로 기구(IHO)에 통보하였고 대한민국 정부는 철회 요구와 함께 단호한 대응 방침을 밝혔다.
- 차드에서 대통령 선거를 3주 앞두고 정부군과 반군의 대규모 교전이 발생하여 400여 명의 사망자가 났으며 차드 정부는 이웃 국가인 수단 정부를 반군의 배후 세력으로 비난하며 외교 관계 단절을 선언했다.
- 이란의 마무드 아마디네자드 대통령은 테헤란에서 열린 팔레스타인 지원을 위한 회의에서 이스라엘을 폭풍에 의해 제거돼야 하는 "썩고 마른 나무"라고 재차 강조하면서 "이스라엘은 소멸을 향해 가고 있다"고 말했다.

## 2006년4월 12일
- 한나라당은 서울지역 기초단체장 공천 비리 의혹과 관련하여 5선 의원인 김덕룡의원과 서울시당위원장인 박성범 의원을 검찰에 고발키로 했다고 발표했다.

## 2006년4월 11일
- 이란의 마무드 아마디네자드 대통령이 마샤드에서 군수뇌부와 성직자 등이 참석한 가운데 TV로 중계된 연설을 통해 “실험실 수준의 핵연료 싸이클이 완성돼 핵발전소에 필요한 정도의 우라늄을 생산함으로써 이란이 핵국가 클럽에 가입했음을 공식 선언한다”고 밝혔다.
- 전설적인 이탈리아 마피아 조직의 최고거물 베르나르도 프로벤자노가 체포됐다.
- 대한민국 영화감독 신상옥이 숙환으로 사망했다.

## 2006년4월 10일
- 자크 시라크 프랑스 대통령은 대규모 시위를 유발한 새 노동법내 최초고용계약(CPE) 조항을 폐기하고 실업 청년들에게 도움이 되는 다른 조치들로 대체하겠다고 발표했다.

## 2006년4월 9일
- 열린우리당 강금실 전 법무장관에 대적할 최적의 카드로 주목을 받아왔던 오세훈 전 의원이 한나라당 서울시장 후보 경선출마를 공식 선언했다.

## 2006년4월 7일
- 영국 고등법원의 피터 스미스 판사는 “댄 브라운의 베스트셀러 소설《다빈치 코드》가 연구 저서 《성혈과 성배》의 아이디어를 도용했다”며 저자 마이 클 베이전트와 리처드 리가 제기한 저작권 침해 소송을 기각했다.

## 2006년4월 6일
- 대한민국 국회 본회의에서 최연희 의원에 대한 사퇴촉구결의안이 표결에 부쳐져 당초 압도적으로 찬성 가결될 것이라는 예상을 깨고 57% 정도의 찬성률로 가결됐다.
- 가롯 유다가 돈을 받고 예수를 팔아 십자가형을 받게 했다는 기존 성경 내용과 달리 예수의 요구로 유다가 예수를 고발했다는 내용의 유다복음 원본이 미국 워싱턴 D.C.에서 공개됐다.
- 지부티의 홍해 연안에서 200여 명을 태운 여객선이 전복돼 최소 69명이 물에 빠져 숨지고 20명이 실종됐으며 36명이 부상했다.

## 2006년4월 5일
- 반대 세력들의 강력한 퇴임 압력을 받아 온 타이의 탁신 친나왓 총리가 사임을 발표하였고 법무장관 칫차이 와나사팃야가 임시총리를 맡았다.

## 2006년4월 4일
- 소말리아 인근 해역에서 동원수산 원양어선 1척이 해적으로 추정되는 무장 단체에 의해 나포되었다.

## 2006년4월 3일
- 노무현 대통령이 대한민국 정부수반으로는 처음으로 제주 4·3 항쟁이 발생한 지 58년 만에 "제주 4·3 항쟁 희생자 위령제"에 참석하여 "무력충돌과 진압 과정에서 국가권력이 불법하게 행사됐던 잘못에 대해 다시 한번 사과드린다"라는 내용의 추도사를 발표했다.